# Don Bosco (strip)
Don Bosco is een Belgische religieuze strip geschreven en getekend door Jijé over het leven van de Italiaanse heilige Don Bosco. De oorspronkelijke titel van de strip is Don Bosco, ami des jeunes.
Hij verscheen oorspronkelijk in wekelijkse afleveringen in het stripblad Spirou/Robbedoes van 1941 tot 1942. De albumuitgave van 1943 was de eerste bestseller van uitgeverij Dupuis. De strip werd in 1951 ingekleurd door Jijé en opnieuw uitgegeven.

## Bron
- (fr)  Hugues Dayez, Les aventures d'un journal, Spirou, 3802, 23 februari 2011, p. 31